# Втеча з Алькатрасу у червні 1962 (спроба)
37°49′36″ пн. ш. 122°25′24″ зх. д. / 37.82666667° пн. ш. 122.42333333° зх. д.
Втеча з Алькатрасу у червні 1962 року була втечею з в'язниці, що розташована на острові в затоці Сан-Франциско, здійсненого в'язнями Френком Моррісом та братами Джоном та Кларенсом Анґлінами. Троє чоловіків змогли втекти зі своїх камер і залишити острів на імпровізованому плоті.
Доля втікачів після того, як вони увійшли в бухту Сан-Франциско, залишається невідомою.  Четвертий ув'язнений, Аллен Вест, не встиг уникнути своєї камери вчасно, щоб приєднатися до інших, і вирішив перервати спробу втечі. Втеча була відзначена ретельним плануванням та виконанням, включаючи виготовлення манекенів, щоб обманути охоронців, виготовлення підручних інструментів та плоту.

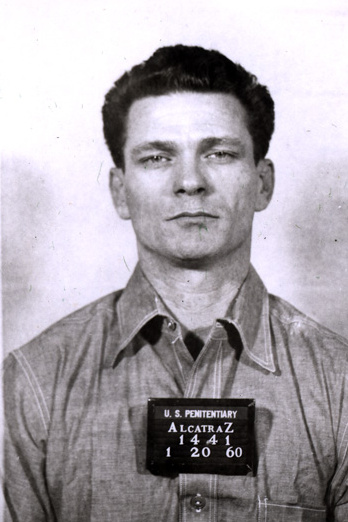
Френк Морріс
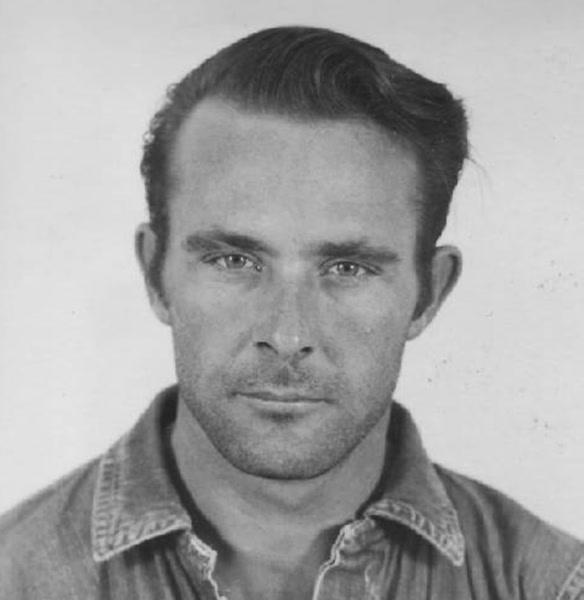
Кларенс Анґлін
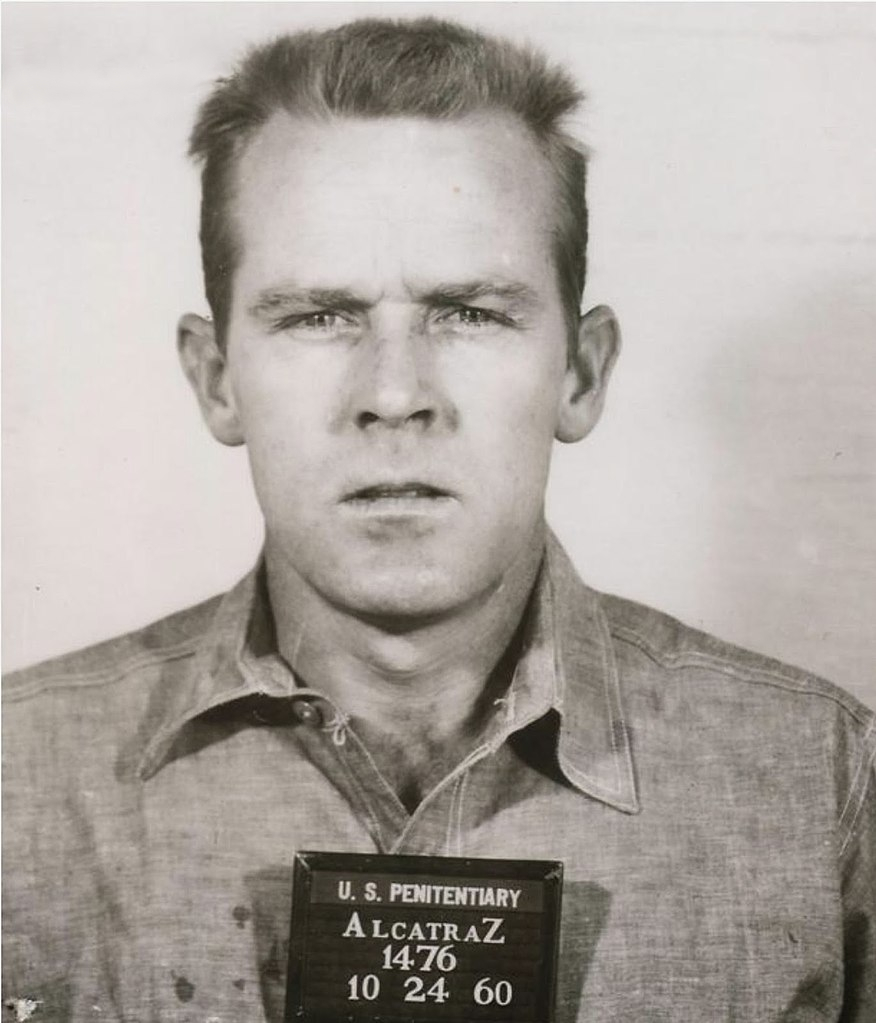
Джон  Анґлін